# Behçet Aysan
Behçet Safa Aysan (* 1949 in Ankara; † 2. Juli 1993 in Sivas) war ein türkisch-alevitischer Dichter.
Behçet Aysan besuchte die Selimiye Askeri Ortaokulu und Kuleli Askeri Lisesi. 1968 ging er in die Ankara Tip Fakültesi als Schüler-Soldat. Er studierte Medizin, unterbrach das Studium jedoch 1968. Im SSK Yenisehir arbeitete er als Arzt. Er veröffentlichte zahlreiche Gedichte; bis 1990 erschienen fünf Gedichtbände. 
Im Jahr 1993 kam er beim Brandanschlag auf das Madımak-Hotel ums Leben. 

## Werke
- 1983: Karşı Gece
- 1990: Şiirler
- 1993: Behçet Aysan Kitabı
- 1995: Üç Kardeştiler

## Auszeichnungen
- 1984: Sesler ve Küller: Yaşar Nabi Nayır Gedichtspreis
- 1986: Eylül: Ceyhun Atuf Kansu Gedichtspreis
- 1988: Eylül: Ceyhun Atuf Kansu Gedichtspreis
- 1987: Deniz Feneri: Abdi İpekçi Friedens- und Gedichtspreis

| Personendaten    | Personendaten      |
| ---------------- | ------------------ |
| NAME             | Aysan, Behçet      |
| ALTERNATIVNAMEN  | Aysan, Behçet Safa |
| KURZBESCHREIBUNG | türkischer Dichter |
| GEBURTSDATUM     | 1949               |
| GEBURTSORT       | Ankara             |
| STERBEDATUM      | 2. Juli 1993       |
| STERBEORT        | Sivas              |